# Airen Mylene
Airen Mylene Tjon-A-Tsien Taekema, kortweg bekend als Airen Mylene (Utrecht, 22 augustus 1985), is een Nederlands presentatrice van Arubaans-Surinaamse afkomst.

## Carrière
Mylene werd op zeventienjarige leeftijd geselecteerd voor het promotieteam van Veronica. Na haar studie Bestuurs- en Organisatiewetenschap ging ze opnieuw bij Veronica werken, ditmaal bij de V-Academy, een afdeling van Veronica voor het opleiden van mediamakers. Vervolgens ging ze bij Film NL werken. Na een geslaagde screentest was ze voor het eerst als presentatrice te zien bij de NTR, waar ze ScienceFlash presenteerde. Bij The voice of Holland was ze vervolgens te zien als V-reporter.
Mylene werd in 2014 presentatrice van Shownieuws en Surprise Surprise bij SBS6. Ze werd dat in 2015 ook van De 25 en Het Beste Idee van Nederland. In 2017 en 2018 presenteerde ze het programma Hart in Aktie bij SBS6.
Mylene was in 2016 een van de tien deelnemers van Wie is de Mol?. Aan het einde bij de test en executie in de tweede aflevering moest zij als eerste het spel verlaten. Ze kreeg later een relatie met oud-hockeyer Taeke Taekema, die ze tijdens het programma leerde kennen. Nadat ze terugkwam van zwangerschapsverlof nam ze vanaf 1 september 2018 de presentatie van Lachen om Home Video's over van Wietze de Jager. Sinds het najaar van 2019 is Mylene regelmatig te zien als presentatrice van Hart van Nederland.
Van juli tot december 2020 was Mylene te horen als nieuwslezer in de Coen en Sander Show op Radio 538. Ze verving vaste nieuwslezer Jo van Egmond tijdens haar vakantie en zwangerschapsverlof.

## Televisie
| Als presentatrice: | Als presentatrice:             | Als presentatrice: | Als presentatrice:            |
| Jaar               | Programma                      | Zender             | Opmerkingen                   |
| ------------------ | ------------------------------ | ------------------ | ----------------------------- |
| 2011               | ScienceFlash                   | NTR                |                               |
| 2011-2012          | The Voice of Holland           | YouTube            | V-Reporter                    |
| 2013-heden         | Shownieuws                     | SBS6               |                               |
| 2014-2015          | Surprise Surprise              | SBS6               | Samen met Do en Henny Huisman |
| 2015-2016          | De 25                          | SBS6               |                               |
| 2015               | Het Beste Idee van Nederland   | SBS6               | Samen met Jochem van Gelder   |
| 2016-2017          | vtwonen verbouwen of verhuizen | NET5               |                               |
| 2016               | Top 500 van het foute uur      | NET5               | Eenmalig programma            |
| 2016               | SBS6 Sterren Surprise          | SBS6               | Eenmalige uitzending          |
| 2017               | Hart in Aktie                  | SBS6               | 2 seizoenen                   |
| 2017               | Huizenjacht                    | SBS6               |                               |
| 2018-2019          | Beestengeluk                   | SBS6               | Samen met Piet Hellemans      |
| 2018               | Vt Wonen Zelf aan de Slag      | SBS6               |                               |
| 2018-2024          | Lachen om Home Video's         | SBS6               |                               |
| 2018               | House Rules NL                 | NET5               |                               |
| 2019               | Hotel Rules                    | NET5               |                               |
| 2019-2020          | Hart van Nederland             | SBS6               | Invaller                      |
| 2021               | De Dansmarathon                | SBS6               |                               |
| 2024-heden         | De beste wensen                | SBS6               | Een van de presentatoren      |

| Jaar | Programma                     | Omroep/Zender | Opmerkingen                                                       |
| ---- | ----------------------------- | ------------- | ----------------------------------------------------------------- |
| 2014 | Fort Boyard                   | AVROTROS      | Samen met Gwen van Poorten, Ymke Wieringa en Kee Huidekoper       |
| 2016 | Wie is de Mol?                | AVROTROS      | Viel als eerste af                                                |
| 2016 | Zullen we een spelletje doen? | SBS6          |                                                                   |
| 2018 | Een goed stel hersens         | RTL4          | Samen met Taeke Taekema                                           |
| 2021 | Vier handen op één buik       | BNNVARA       |                                                                   |
| 2022 | De Verraders Halloween        | Videoland     | Viel als derde af                                                 |
| 2023 | De kwis met sneeuwballen      | SBS6          | Samen met Frank Dane, Tim Klijn, Niels van Baarlen en Rick Romijn |
| 2024 | 30 Seconds                    | SBS6          | Teamcaptain                                                       |

## Privé
Mylene groeide op in Leusden en studeerde bestuurs- en organisatiewetenschappen aan de Universiteit Utrecht.
Op 22 augustus 2023 trad Mylene in het huwelijk met Taeke Taekema; ze hadden elkaar tijdens Wie is de Mol 2015 leren kennen en leefden al enige tijd samen. Samen heeft het stel twee kinderen.